# 伊斯坎德尔别克·艾达拉利耶夫
伊斯坎德尔别克·雷斯别科维奇·艾达拉利耶夫（俄語：Искендербек Рысбекович Айдаралиев，1955年11月13日—），吉尔吉斯斯坦政治人物。

## 生平
艾达拉利耶夫1955年11月13日出生于吉尔吉斯斯坦贾拉拉巴德州恰特卡勒区江尼巴扎尔村。
1978年，伊塞克湖州卡拉科尔市电工厂设计工程师、工头、指导员，市委社会经济部部长、市人民监督委员会主席。
1990年至1991年担任伊塞克湖州人民代表议会议长。
1991年至1993年担任伊塞克湖州金融管理局副局长。
1993至1996年担任伊塞克湖州卡拉科尔市财政局局长。
2002年至2006年12月，塔担任塔拉斯州州长。
2007年11月27日，被任命为代理第一副总理。